# District de Pontrieux
Le district de Pontrieux est une ancienne division territoriale française du département des Côtes-du-Nord de 1790 à 1795.
Il était composé des cantons de Pontrieux, Lanvollon, Lézardrieux, Paimpol, Plouha, la Roche Derrien, Saint Gilles le Vicomte et Yvias.